# Vabriga
Vabriga is een plaats in de gemeente Tar-Vabriga in de Kroatische provincie Istrië. De plaats telt 392 inwoners (2001).